# Baksa (Népal)
Pour les articles homonymes, voir Baksa.
Baksa (en népalais : बाक्सा) est un comité de développement villageois du Népal situé dans le district d'Okhaldhunga. Au recensement de 2011, il comptait 2 177 habitants.